# Stanisław Bobrowski
Stanisław Bobrowski (ur. 6 kwietnia 1896 w Okocimiu, zm. 10 lipca 1990 w Toronto) – pułkownik Wojska Polskiego, żołnierz Armii Hallera, uczestnik wojny polsko-bolszewickiej 1920 i kampanii wrześniowej. W 1972 roku został awansowany przez prezydenta Augusta Zaleskiego do stopnia generała brygady Wojska Polskiego.

## Życiorys
W Okocimiu spędził dzieciństwo i uczęszczał do szkoły podstawowej. Następnie rozpoczął naukę w gimnazjum klasycznym w Nowym Targu, którą kontynuował w Tarnowie, później w Krakowie i ukończył ją w 1915 w Wiedniu zdaniem matury.
W tym samym roku został powołany do cesarskiej i królewskiej armii i wcielony do tarnowskiego 57 pułku piechoty, jako jednoroczny ochotnik. Podstawowe przeszkolenie wojskowe przeszedł w Přerovie w Czechach, a następnie został skierowany do szkoły oficerskiej, którą ukończył 24 lutego 1916. Wraz z pododdziałami 57 pp trafił na front włoski. W lipcu 1916 roku został mianowany Kadett-Aspiranem (chorążym) i objął dowództwo plutonu piechoty. Walczył na odcinkach frontu w Tyrolu, Karyntii, Izonzo i Bainsizza. Brał udział w ofensywie w Tyrolu i nad Izonzo oraz zdobyciu wzgórz Ortigara i Lepozze. Po ukończeniu kursu karabinów maszynowych w Lissa pod Pragą, w lutym 1917, został mianowany dowódcą kompanii karabinów maszynowych.
W dniu 27 września 1917 trafił do niewoli włoskiej. Początkowo przebywał w obozie jenieckim w Cassino, a następnie w obozie dla jeńców narodowości polskiej w Santa Maria Capua Vetere pod Neapolem, gdzie działał przy tworzeniu polskich jednostek wojskowych mających walczyć przy armii włoskiej. Do Armii Polskiej wstąpił 5 listopada 1918 i po odbyciu kursu w szkole oficerskiej pełnił funkcję adiutanta II batalionu 1 pułku strzelców im. H. Dąbrowskiego.
W grudniu 1918 trafił do Francji, gdzie został przydzielony do 2 pułku strzelców polskich w składzie 1 Dywizji Strzelców Polskich, najpierw jako dowódca plutonu piechoty, a następnie plutonu saperów. W kwietniu 1919, wraz z Armią Hallera wrócił do Polski. Od 3 maja 1919 brał udział w walkach na wschodzie, w ofensywie kijowskiej, a następnie wojnie polsko-rosyjskiej 1920 roku jako dowódca plutonu saperów oraz adiutant 2 psp (44 pułku Strzelców Kresowych). Uczestniczył w walkach pod Łuckiem, Równem, Połonnem, Miropolem, Holendrami, Ostrogiem, Krzemieńcem, Górynką, Biłką Szlachecką, Krasnem, Wolicą Śniatycką, Tyszowcami i Zwiahelem.
Po wojnie pozostał w Wojsku Polskim. 3 maja 1922 roku został zweryfikowany w stopniu kapitana ze starszeństwem z dniem 1 czerwca 1919 roku. W tym samym roku objął dowództwo I batalionu 44 pułku piechoty Strzelców Kresowych, a następnie został przeniesiony do dowództwa 13 Dywizji Piechoty na stanowisko oficera sztabu dowódcy piechoty dywizyjnej, płk. Jana Skorobohaty-Jakubowskiego. 9 marca 1925 roku został przydzielony do Oddziału II Sztabu Generalnego w Warszawie na stanowisko referenta. Szefem Oddziału II był wówczas płk inż. Michał Bajer. Początkowo pełnił tam funkcję szefa Wydziału „Zachód”, a następnie zastępcy szefa kontrwywiadu armii i szefa Referatu Informacyjnego DOK I Warszawa.
W maju 1926 roku, w czasie zamachu stanu wystąpił po stronie rządu i Prezydenta RP Wojciechowskiego. W czerwcu tego roku powrócił do macierzystego pułku w Równem na stanowisko dowódcy kompanii. 2 kwietnia 1929 roku awansował na majora ze starszeństwem z dniem 1 stycznia 1929 roku i 61. lokatą w korpusie oficerów piechoty. W lipcu tego roku został zatwierdzony na stanowisku dowódcy II batalionu 44 pp.
W okresie od 5 stycznia 1931 roku do 1 listopada 1932 roku był słuchaczem XI Kursu Normalnego Wyższej Szkoły Wojennej w Warszawie. Uczelnię ukończył z siedemnastą lokatą na 120 studiujących oficerów. Otrzymał dyplom naukowy oficera dyplomowanego i przydział do Dowództwa Okręgu Korpusu Nr IV w Łodzi. W listopadzie 1933 roku został przeniesiony do 45 pułk piechoty Strzelców Kresowych w Równem na stanowisko dowódcy batalionu. W 1935 roku został oddelegowany do Dowództwa Okręgu Korpusu Nr X w Przemyślu, a następnie objął stanowisko szefa sztabu 27 Dywizji Piechoty w Kowlu, które piastował do września 1939 roku.
W kampanii wrześniowej 1939 przeszedł, wraz z 27 DP, szlak bojowy od Borów Tucholskich do Lasek pod Warszawą. Brał udział w walkach na przedmościu bydgoskim, pod Aleksandrowem Kujawskim, w okolicach Włocławka, w bitwie nad Bzurą i w Puszczy Kampinoskiej.
Do niewoli dostał się 20 września 1939 pod Laskami. Początkowo przebywał w obozie jenieckim w Hohnstein koło Drezna, a po jego likwidacji w oflagach w Arnswalde, Gross-Born i Dössel. We wszystkich obozach z narażeniem życia chronił polskich oficerów pochodzenia żydowskiego oraz prowadził tajne kursy wojskowe, szczególnie zakazane przez władze niemieckie.
Z niewoli został uwolniony 1 kwietnia 1945 przez oddziały amerykańskie. Po uwolnieniu pełnił funkcję komendanta obozu w Wetzlar, a następnie dowódcy garnizonu i łącznika 9 Armii amerykańskiej. Po nieudanej próbie dołączenia do oddziałów 2 Korpusu Polskiego w Ankonie we Włoszech, powrócił do Niemiec, gdzie spotkał się z rodziną, która przyjechała z Polski.
W 1948 wyemigrował do Kanady i zamieszkał w Toronto. Od 1950 roku działał aktywnie w Kongresie Polonii Kanadyjskiej oraz współpracował z Kongresem Polonii Amerykańskiej. Równocześnie został dożywotnim członkiem dwóch placówek kombatanckich: Placówki 114 Stowarzyszenia Weteranów Armii Polskiej w Toronto oraz Placówki 346 Canadian Legion i ściśle współpracował z Placówką 206 SWAP w Miami.
W 1972 roku został awansowany do stopnia generała brygady i mianowany delegatem Ministra Obrony Narodowej i Generalnego Inspektora Sił Zbrojnych na Kanadę. Po śmierci prezydenta Augusta Zaleskiego związał się z prezydentem Juliuszem Nowina-Sokolnickim, w którego rządzie pełnił obowiązki ministra ds. weteranów. W tym czasie mianowany został także kanclerzem kapituły orderu Polonia Restituta oraz awansowany kolejno do stopnia generała dywizji – 1 stycznia 1977 roku i generała broni – 15 sierpnia 1979 roku. Tych dwóch ostatnich nominacji, w związku z napiętymi stosunkami jakie łączyły go z obozem prezydenta Sokolnickiego w końcu lat 70. XX w., Stanisław Bobrowski nigdy osobiście nie uznał.
W ciągu swego pobytu w Kanadzie prowadził bogatą korespondencję m.in. z Senatem Stanów Zjednoczonych Ameryki, rządem kanadyjskim, premierem Izraela M. Beginem, papieżem Janem Pawłem II, kardynałem S. Wyszyńskim i NSZZ Solidarność.
Jego memoriały dotyczące wojny w Wietnamie, konfliktu na Bliskim Wschodzie, ekonomii światowej i udziału Kanady w strukturach NATO i NORAD, znalazły uznanie w kręgach cywilnych i wojskowych USA i Kanady. W 1984 roku został mianowany honorowym admirałem floty stanu Nebraska.
Zmarł w Toronto 10 lipca 1990 roku w wieku 94 lat. 24 marca 1923 zawarł związek małżeński z Jadwigą Rutkowską.

## Publikacje
Stanisław Bobrowski jest autorem kilkudziesięciu artykułów opublikowanych w prasie polskiej, amerykańskiej i kanadyjskiej.
- Zarys historii wojennej 44-go Pułku Strzelców Kresowych. Warszawa: Zakłady Graficzne „Polska Zjednoczona”, 1929, seria: Zarys historii wojennej pułków polskich 1918–1920.

## Awanse
- chorąży (Kadett-Aspirant) – lipiec 1916;
- podporucznik – luty 1917;
- porucznik – czerwiec 1919;
- kapitan – 1922;
- major – 1929;
- podpułkownik – 1936[potrzebny przypis];
- generał brygady – 1972[potrzebny przypis];
- generał dywizji - 1977, generał broni – 1979 – awansów nie przyjął[potrzebny przypis].

## Ordery i odznaczenia
- Krzyż Srebrny Orderu Wojskowego Virtuti Militari nr 2195 (1921)[6][7];
- Krzyż Kawalerski Orderu Odrodzenia Polski
- Krzyż Walecznych – czterokrotnie[8]
- Medal Wojska
- Medal Pamiątkowy za Wojnę 1918–1921 (10 listopada 1928)
- Medal Dziesięciolecia Odzyskanej Niepodległości (22 grudnia 1928)
- Srebrny Medal za Długoletnią Służbę

- Krzyż Wojskowy Karola (Austro-Węgry)
- Srebrny Medal Zasługi Wojskowej (Austro-Węgry)
- Brązowy Medal Zasługi Wojskowej (Austro-Węgry)

- Krzyż Kawalerski Orderu Orła Białego (Serbia)
- Medal Wojny 1939-1945 (Wielka Brytania)
- Medal Zwycięstwa (Francja)
- Medal Pamiątkowy Wielkiej Wojny (Francja)
- Krzyż Kombatantów (Francja)
- Krzyż Zwycięstwa (Francja)

Na emigracji:
- Krzyż Komandorski Orderu Wojennego Virtuti Militari[potrzebny przypis];
- Krzyż Złoty Orderu Wojennego Virtuti Militari[potrzebny przypis];
- Wielka Wstęga Orderu Odrodzenia Polski[potrzebny przypis];
- Krzyż Komandorski Orderu Odrodzenia Polski[potrzebny przypis];